# سملویس (فیلم ۲۰۲۳)
سِمِلوِیس (مجاری: Semmelweis) فیلم درام زندگینامه‌ای در مورد ایگناتس سملویس محصول مجارستان ۲۰۲۳ به کارگردانی لایوش کولتائی است. فیلم پس از اکران، در بیست و یکمین جشنواره فیلم مجاری لس آنجلس سه جایزه دریافت کرد. اولین اکران سملویس در موزه تصاویر متحرک نیویورک، در سالگرد انقلاب ۱۹۵۶ به نمایش درآمد.

## موضوع
در سال ۱۸۴۷، یک بیماری همه‌گیر مرموز در کلینیک زایمان وین شیوع می‌یابد؛ دکتر ایگناتس سملویس تلاش می‌کند تا تب نفاسی را برخلاف تمام نظریه‌های سنتی از میان بردارد.